# Література Боснії і Герцеговини
Література Боснії і Герцеговини в даний час розвивається переважно на боснійській мові; найдавніші збережені письмові зразки письменства в Боснії і Герцеговині відносяться до XII—XV століть.

## Історія

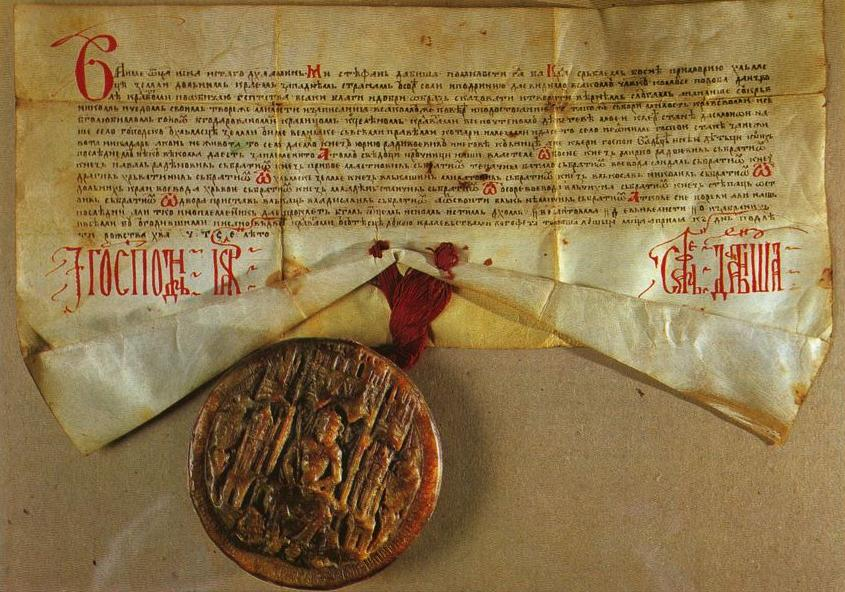
Статут короля Дабіші

### Середньовіччя
Рання література Боснії і Герцеговини має переважно церковний ухил і йде корінням до діяльності слов'янських просвітителів Кирила і Мефодія, написана переважно глаголицею і босанчицею. Збереглися письмові зразки XIV—XV століть: Дивошево Четвероєвангеліє, грамота короля Степана Дабиша, Хвалов збірник. У Бібліотеці Російської академії наук зберігається і давніший документ — Грамота бана Куліна, написана 29 серпня 1189 року. До літературних пам'яток відносять також епітафії на стечки, присвячені темам життя і смерті.

### Османський період

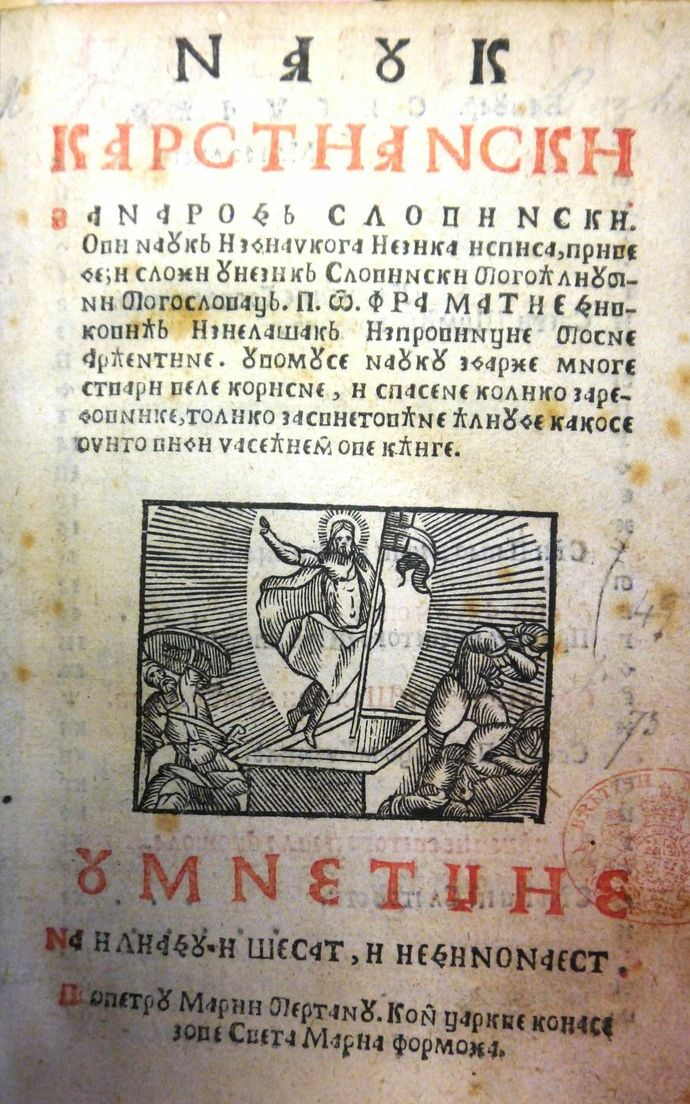
Матія Дивкович, «Селянська наука для слов'янських людей» (Венеція, 1611 рік; віддруковано босанчицею)

Після завоювання Боснії Османською імперією література тут зосередилася, в основному, в місцевих релігійних громадах і створювалася на арабській, турецькій, перській і хорватській мові. Також в громадах Травника і Сараєва сефарди писали єврейські релігійні тексти на івриті і ладіно; представляючи інтерес і сефардські романси і прислів'я, збирачем яких став Давид Камхі (1834—1920).
Писали і на боснійській мові з використанням арабського алфавіту.
Хорватською мовою латиницею і босанчицею писали хорвати- францисканці, серед них Матія Дивкович, Іван Бандулавич, Іван Анчич, Ловро Шітович, Філіп Ластрич та інші.
На турецькій мові писали Махмуд-паша, Дервиш-паша Баєзідагич, Мухамед Неркесія, Херсеклі Аріф Хікмет, Мула Мустафа Бешеськія та інші. Різні вчені налічують до 130—200 літераторів і вчених мусульман-боснійців цього періоду; писали вони, в основному, на турецькій, в меншій мірі на іранській і в одиничних випадках — на арабській мовах.

### Австро-Угорська період
Після окупації Боснії та Герцеговини Австро-Угорщиною турецький вплив знизився, літератори почали знайомитися з досягненнями європейської словесності. Віяння ілліризму відбилося на розвитку творчості хорватських письменників-францисканців (Йован Юкіч, Грго Мартич, Мартін Недіч), романтизм знайшов своє відображення в творчості сербських письменників (Сіма Мілутінович-Сарайлія, боснійські мусульмани продовжували звертатися до релігійної тематики (Муса Чатіч).
У 1850 році Йован Юкіч почав випускати перший боснійський літературний журнал «Боснійський приятель» (босн. Bosanski prijatelj).
Серед інших значущих літераторів цього часу Алекса Шантич, Йован Дучич, Петар Кочич, Мехмед-бег Капетанович-Любушак і інші.

### Сучасність

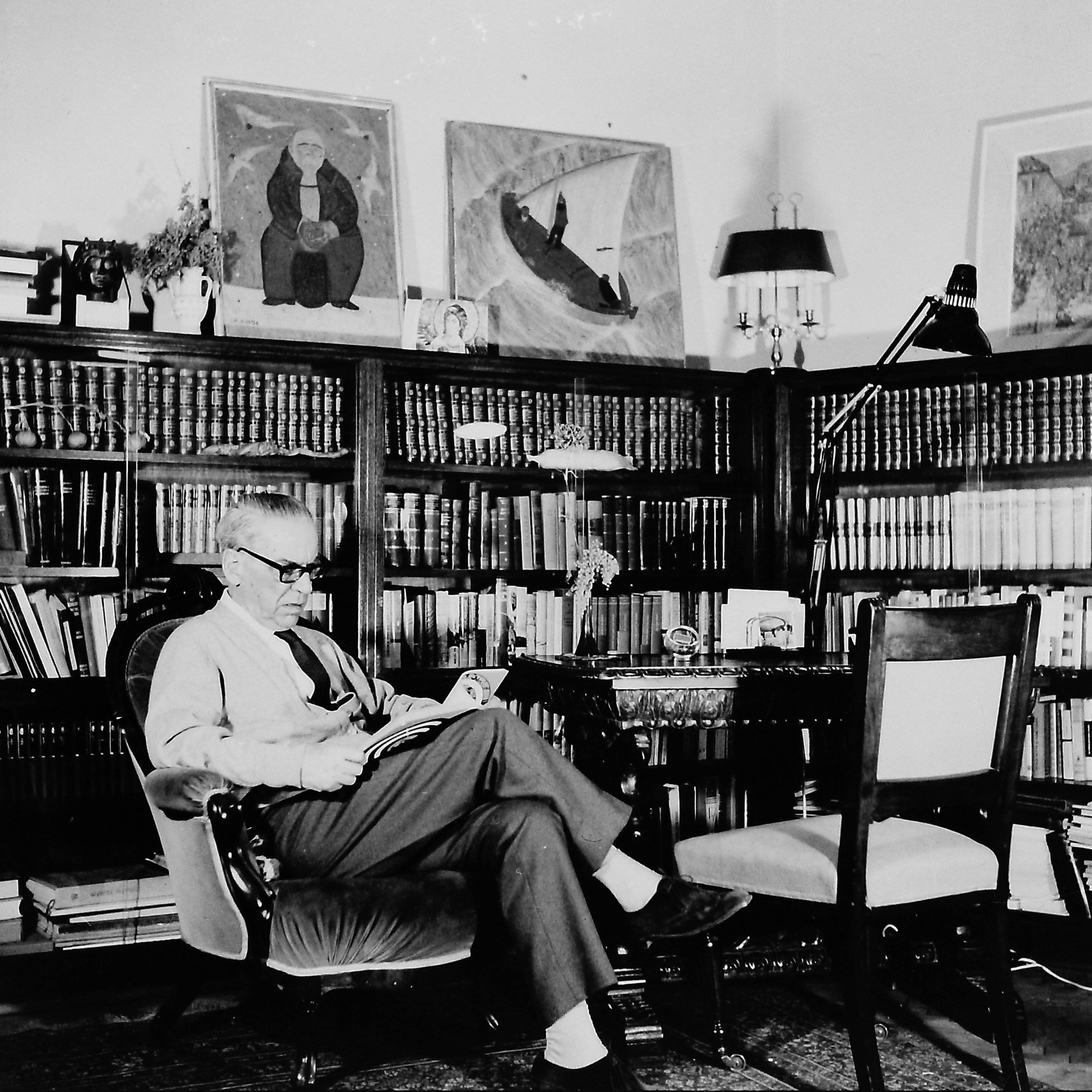
Іво Андрич

У XX столітті в літературі Боснії і Герцеговини панував реалізм. Видатним представником боснійського реалізму є Бранко Чопич. Став також розвиватися соціально-критичний реалізм (Новак Симич, Хасан Кікіч.
Меша Селімович і Скендер Куленович стояли біля витоків нової мусульманської літератури Боснії і Герцеговини.
У 1946 році був створений Союз письменників Боснії і Герцеговини.
Міжнародного визнання удостоїлися боснійські письменники Меша Селімович і лауреат Нобелівської премії Іво Андрич.
Серед інших відомих сучасних боснійських письменників Мак Диздар, Ізет Сарайлич, Чаміл Сіярич, Джевад Карахасан, Іван Ловренович, Предраг Матвійович, Семездин Мехмедонович, Міленко Єргович, Горан Сімич, Ясна Самич, Абдула Сідран та інші.

## Фольклор
Фольклор Боснії і Герцеговини представлений, в основному усною традицією. Зустрічаються як короткі форми (загадки, прислів'я), так і об'ємні епічні твори. Крім епосу поетичний фольклор представлений ліричними піснями та баладами. У прозі зустрічаються казки, розповіді про тварин, про смішне, про небувальщину, анекдоти, а також легенди і перекази.

### Ліричні пісні
Особливе місце в жанрі ліричної пісні Боснії і Герцеговини займає севдалінка (пісня про кохання, від турецького sevda — любов, пристрасть), що сформувалася під впливом східної культури, яка прийшла до Боснії після завоювання її Османською імперією. У севдалінкці східні мотиви наклалися на слов'янські традиції, і в результаті вийшов самостійний жанр.
Крім севдалінки, великого поширення набули пісні весільні, колискові і жартівливі.

### Романси та балади
Тематично балади Боснії і Герцеговини можна розділити на шість груп: про нещасливу дівчину, про смерть розлучених закоханих, про нещасливу наречену, про нещасливе подружжя, про скорботних батьків і про різні конфлікти в родині. Також широку популярність придбали пісні про смерть братів Моріч, про смерть засудженого Ібрагім-бега, про смерть Хіфзі-бега Думішіча. Найбільш відомою боснійською та південнослов'янською баладою є Хасанагініца.

### Епос

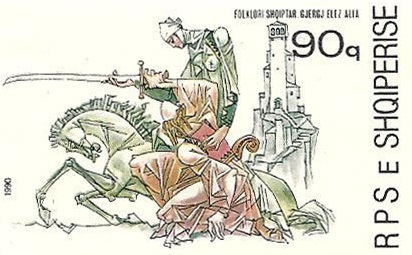
Марка Албанії з Алійой Джерзелезом

Найбільш відомим героєм епосу в центральній Боснії є Алія Джерзелез; про нього і його подвиги написано більше, ніж про будь-яких інших героїв. Він є єдиним боснійським богатирем, який спить віковим сном, щоб прокинутися в найбільш важкий для батьківщини момент і прийти батьківщині на допомогу.
Також відомий такий герой, як Будалін Тале (Budalin з боснійського — дурень), чий образ протиставляється казковому вигляду класичного епічного героя: і одяг у нього пошарпаний, і особливої зброї у нього немає, та й іншими чарівними властивостями він не наділений, при цьому його образ набагато ближче до образу простої людини. Також Тале — жартівник і балагур, може собі дозволити говорити те, що зазвичай говорити не можна або не прийнято. Серед інших героїв епосу Боснії і Герцеговини також варто згадати Муйо Хрніча.
Відомими дослідниками і збирачами боснійського епосу були Фрідріх Краусс і Лука Марьянович, а також Герхард Геземан, Мілмен Перрі, Алоис Шмаус і Дженана Бутурович.

### Усна проза
Серйозний вплив на усну прозу Боснії і Герцеговини надав іслам і ісламська література, при цьому характерне запозичення не тільки тем і мотивів: наприклад, відомий східний герой Ходжа Насреддін міцно зайняв своє місце і в боснійських оповіданнях. Усна боснійська проза, проте, вивчена недостатньо, дослідження в цій області продовжуються. Серед відомих збирачів і дослідників — Нікола Тордінац, Каміло Благаїч, Вук Врчевич і Алія Наметак.